# Cia. Hering

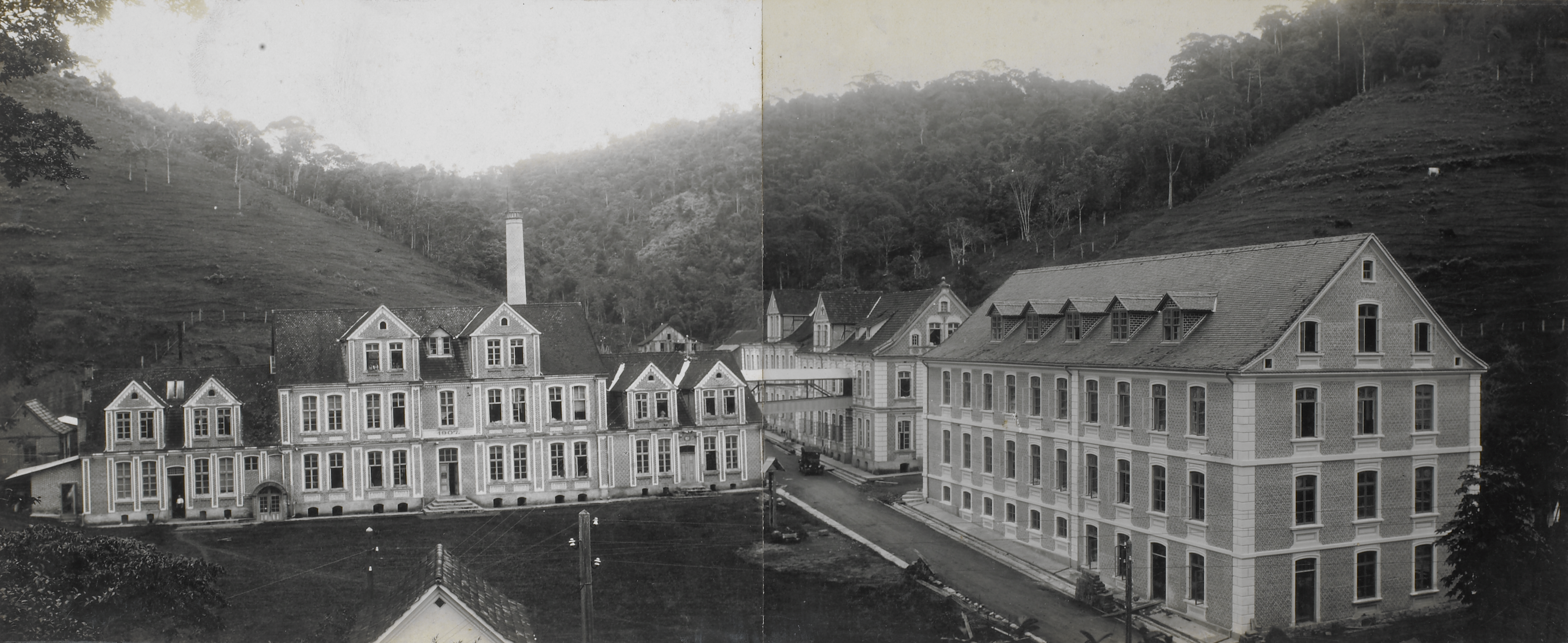
Kleiderfabrik Cia.Hering in Blumenau 1920

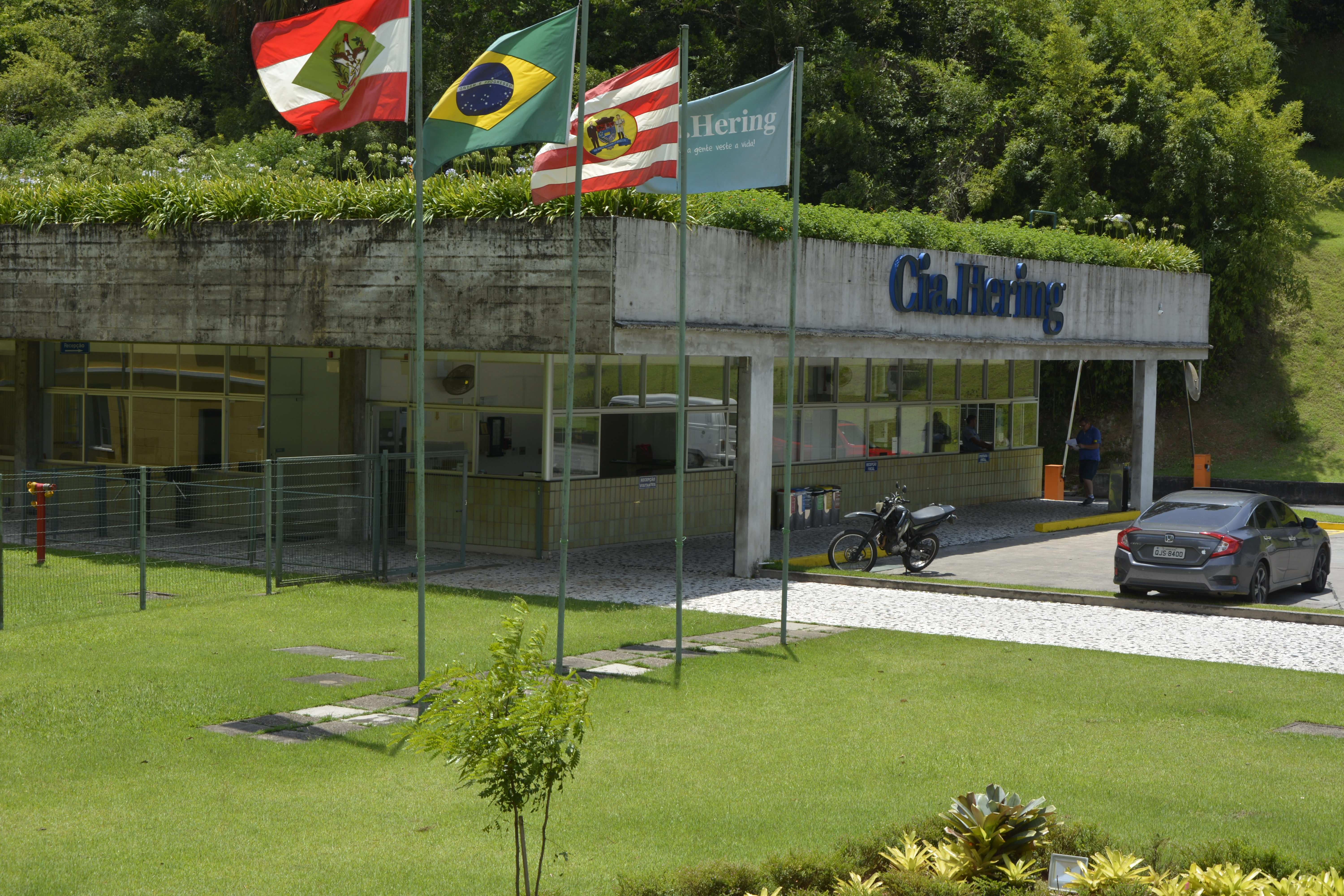
Eingangsbereich Zentrale Cia Hering

Cia. Hering (Companhia Hering) ist ein brasilianisches Unternehmen der Bekleidungsindustrie mit Sitz in Blumenau, Santa Catarina.
Die Haupttätigkeit des Unternehmens ist die Herstellung und Vermarktung von Fäden, Stoffen, Textilien, Strickwaren, Accessoires und Kleidung im Allgemeinen. Es ist auch an der Gestaltung von Bekleidung beteiligt. Das Unternehmen ist in mehreren Produktionseinheiten in den brasilianischen Bundesstaaten Sao Paulo, Santa Catarina, Rio Grande do Norte und Goias tätig. Das Markensortiment umfasst: Hering, Hering Kids, DZARM und PUC. Das Unternehmen verkauft Damen-, Herren- und Kinderbekleidung über eigene Geschäfte, Franchising-Unternehmen und Einzelhandelsgeschäfte mit mehreren Marken sowie über einen Online-Shop. Es kontrolliert eine Reihe von Tochterunternehmen, darunter Textil Santa Catarina Ltda. und Garema Malhas Ltda.

## Geschichte

Markenlogo

Der Capital Property Trust Cia. Hering wurde 1880 von den deutschen Brüdern Bruno und Hermann Hering gegründet und ist eines der ältesten noch sich in Betrieb befindenden brasilianischen Unternehmen. Das Firmenlogo besteht aus zwei kleinen Fischen (Hering), die jeweils einen Bruder symbolisieren. Die Kontrolle über das Unternehmen liegt weiterhin bei der Familie Hering, die ihre Tätigkeitsbereiche auf den Einzelhandel und das Franchise-System ausgeweitet hat. 1935 wurde die Hermann Hering Stiftung gegründet.
Die Hauptfabriken von Cia. Hering befinden sich in Blumenau und bilden dort die größte private Arbeitgebergruppe der Stadt. Es war das erste brasilianische Textilunternehmen, das ab 1966 seine Produkte exportierte. 1994 startete die Kette das System von Franchise-Geschäften in ganz Brasilien. 2006 wurde das Unternehmen an der brasilianischen Börse BM&FBovespa notiert.
Derzeit gibt es mehr als 400 Franchise-Geschäfte in 3000 Städten Brasiliens, die sich hauptsächlich in Einkaufszentren befinden. Seit 2018 gibt es Online-Handel für die Marken Hering, Hering Kids, Dzarm und PUC. Es wurde bereits weitere Produktionsstätten in Parnamirim, Rio Grande do Norte und São Luís de Montes Belos in Goiás errichtet.
In den letzten Jahren entschied sich das Unternehmen angesichts der Wettbewerbsfähigkeit des brasilianischen Marktes wegen niedriger Importpreise für den Import seiner Hauptprodukte aus China.